# Valico della Somma
Il passo della Somma è un valico stradale della SS3 Flaminia situato in Umbria, a 680 m s.l.m. e mette in comunicazione il comprensorio di Spoleto con quello di Terni.
Il tratto di strada è stato ammodernato nella seconda metà degli anni cinquanta, quando l'apertura al traffico di una moderna variante in galleria ha consentito di eliminare la salita al passo. Il vecchio tracciato, pur rimanendo percorribile, si caratterizza per le sensibili pendenze e per una serie di curve dal raggio piuttosto stretto, ed è utilizzato, in prevalenza, per la viabilità locale. Il tratto attuale, pur essendo stato concepito in epoca moderna, presenta esso stesso qualche tratto non rettilineo ed è soggetto a formazioni di ghiaccio piuttosto frequenti. Molto pericolose sono le curve precedenti e successive la galleria, più volte luogo di tragici incidenti. 